# Équipe de Madagascar masculine de volley-ball
L'équipe de Madagascar de volley-ball est l'équipe nationale qui représente Madagascar dans les compétitions internationales de volley-ball.

## Palmarès
- Championnat d'Afrique
  - Troisième (2) : 1971 et 1979

- Jeux des îles de l'océan Indien
  - Deuxième (1) : 2003
  - Troisième (1) : 2011